# Gustav Drechsler (Forstbeamter)
Karl Christian Gustav Drechsler (geboren 8. März 1807 in Zellerfeld im Harz; gestorben 24. August 1850 in Hannover) war ein deutscher Forstmann, Hochschullehrer und Abgeordneter in der Ständeversammlung des Königreichs Hannover. Der Oberforstmeister gilt als „Reorganisator des hannoverischen Forstwesens.“

## Leben
Drechsler wuchs in der Oberharzer Bergstadt St. Andreasberg auf, bevor er von 1823 bis 1825 das Carolinum in Braunschweig besuchte. Nach forstwirtschaftlichen Studien an der Königlich-Sächsischen Forstakademie in Tharandt sowie in Göttingen und Berlin wurde er 1833 zum Forstamtsassessor und Dozenten an die Berg- und Forstschule seiner Heimatstadt berufen. Im selben Jahr wurde er Vater seines gleichnamigen Sohnes, des späteren Agrarwissenschaftlers Gustav Drechsler.
1838 wurde Drechsler erstmals in die II. Kammer der hannoverschen Ständeversammlung gewählt, 1840 zum Oberförster ernannt.
Etwa zu Beginn der Industrialisierung wirkte Drechsler ab 1847 in der hannoverschen Domänenkammer, in der er sich wesentlich an der Reformierung des hannoverschen Forstwesens beteiligte, insbesondere der Beseitigung der alten Privilegien des Adels.
Im Revolutionsjahr 1848 wurde Drechsler ein zweites Mal in die Ständeversammlung gewählt; er starb jedoch schon bald darauf im Alter von nur 43 Jahren. In seinem Todesjahr 1850 bewohnte der „Forstrath u. Cammerrath“ das Haus Friedrichstraße 2.
Drechsler wurde in der in kirchlichem Besitz befindlichen Familienerbbegräbnis-Stätte auf dem „Hofberg am Gut“ beigesetzt, einem Waldstück des Gutes Krimderode.

## Schriften (Auswahl)
- Die Forsten des Königreichs Hannover, Hannover: Helwing'sche Hof-Buchhandlung, 1851; Digitalisat über das Forschungsportal Osmikon